# کاریگاه
کاریگاه (ارمنی: Քարեգահ) یک منطقهٔ مسکونی در جمهوری آرتساخ است که در استان کاشاتاق واقع شده‌است.